# Vyšší Brod
Vyšší Brod (německy Hohenfurth) je město v okrese Český Krumlov v Jihočeském kraji. Leží na horním toku řeky Vltavy na nejvýchodnější výspě Šumavy. Město  je součástí dobrovolného svazku obcí Vyšebrodsko. Dle polohy jádra obce je nejjižnějším městem České republiky a dle celého území obce i nejjižnější obcí ČR – nejjižněji položený bod se nachází v katastru místní části Dolní Drkolná, 48°33′9″ s. š., 14°19′59″ v. d..
Ve městě se nachází cisterciácký vyšebrodský klášter, ve kterém je mj. pobočka Poštovního muzea. Ve Vyšším Brodu začíná, díky Lipnu, prakticky neustále splavný úsek toku Vltavy, který je nejnavštěvovanější vodáckou trasou v České republice. Historické jádro města je městskou památkovou zónou. Žije zde přibližně 2 600 obyvatel.

## Historie

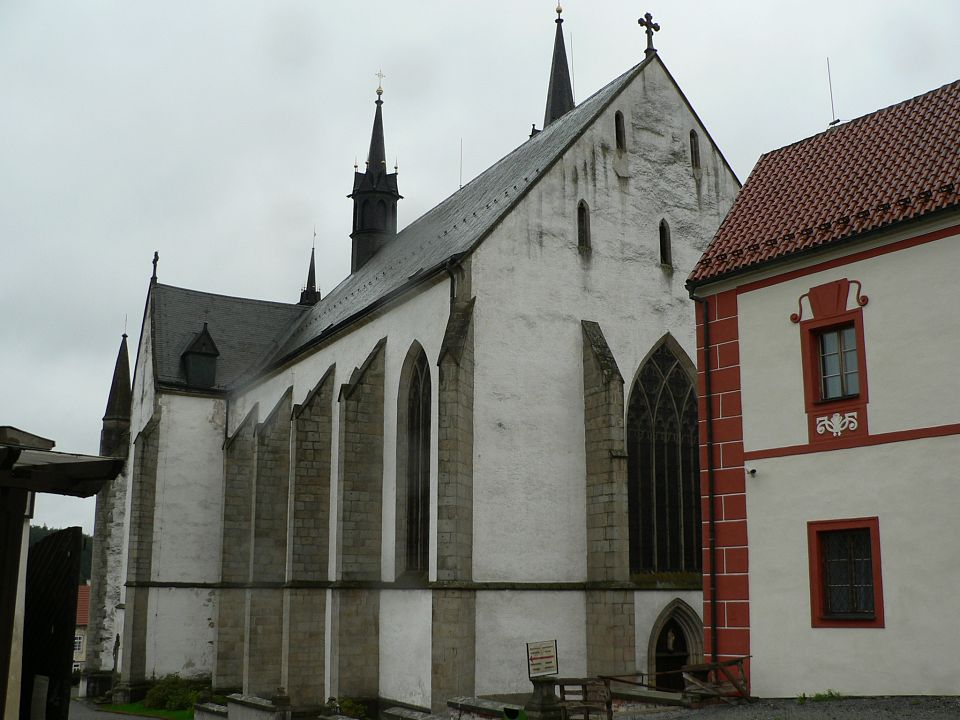
Vyšebrodský klášter – kostel Nanebevzetí Panny Marie

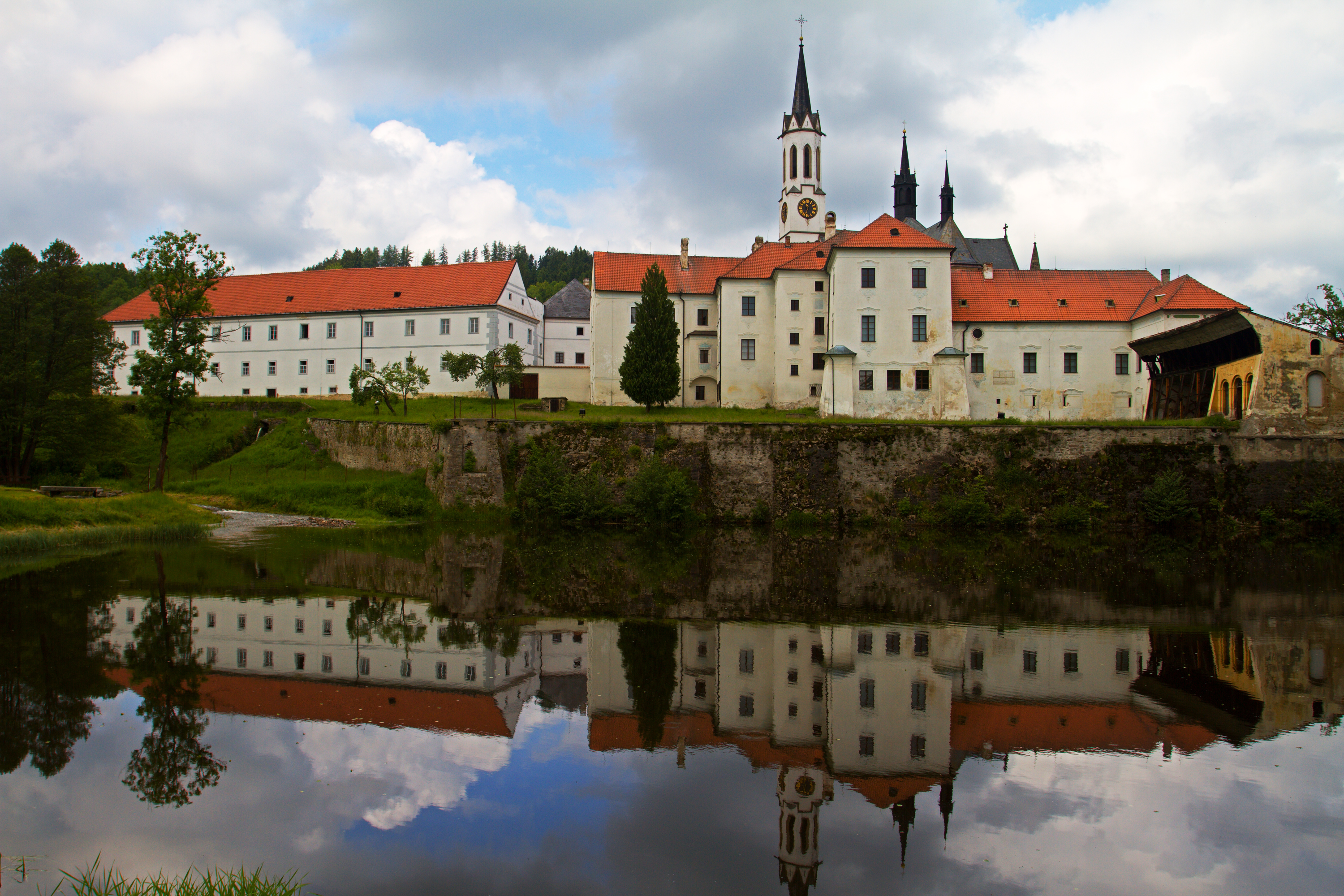
Klášter Vyšší Brod

Město se rozkládá okolo již neexistujícího brodu, na jehož místě překračovala Vltavu středověká kupecká stezka z Lince do Čech. Osada na místě města vznikla nejpozději ve 12. století a náležela k Rožmberskému panství. V roce 1259 zde Vok I. z Rožmberka založil spolu s mnichy z Wilheringu cisterciácký klášter a osadu s rozsáhlými pozemky v okolí jim daroval. Status města Vyšší Brod obdržel na základě dekretu císaře Františka Josefa I. v roce 1870. V roce 1909 začala být z podnětu průmyslníka Arnošta Poráka a opata Bruna Pammera budována železniční trať Rybník – Lipno nad Vltavou, která byla dokončena a otevřena na konci roku 1911 a zajistila městu železniční spojení.
Jelikož městu drtivě dominovalo německojazyčné obyvatelstvo, v 19. a 20. století se mu národnostní třenice vyhýbaly. Po vzniku Československa začal postupně stoupat podíl českojazyčného obyvatelstva, pročež zde byla otevřena i českojazyčná škola. Začínala v říjnu 1920 jako jednotřídka v domě patřícím vyšebrodskému klášteru, protože Němci ovládané zastupitelstvo jí odmítlo poskytnout prostory města. Otevření školy pro jistotu asistovala armáda a učitel z bezpečnostních důvodů zpočátku přespával na četnické stanici. První rok bylo přihlášeno 21 žáků, druhý 26 (z nichž ovšem stěží polovina uměla česky). Počet žáků rychle rostl, v letech 1923-4 jich bylo již 36, takže škola začala fungovat jako dvoutřídka. V roce 1925/6 pak byla s pomocí Národní jednoty pošumavské na náklady státu zbudována pro školu její vlastní budova, která zahrnovala vedle dvoutřídky a dalších prostor i mateřskou školu.
V září 1938 se stal Vyšší Brod místem těžkých bojů mezi československými ozbrojenými silami a německými bojůvkami. 28. září zaútočil Freikorps podporovaný místními německými obyvateli na jednotky SOS, které se na druhý den ráno musely stáhnout na levý břeh Vltavy. Ještě týž den však SOS dorazila pomoc v podobě cyklistické roty a obrněného vlaku a město bylo rychle dobyto zpět. Mnichovskou dohodou však vzápětí Vyšebrodsko společně s mnoha dalšími pohraničními oblastmi připadlo Německu.
Nacisté za své vlády zrušili a zabrali vyšebrodský klášter, jehož mniši proti nim vystupovali, a využívali ho jako sklad naloupených uměleckých a historických předmětů. Vládu Němců ve městě ukončil 6. května 1945 příchod americké armády, s níž svedli na přístupech k městu několik drobných a předem beznadějných střetnutí.
Většina obyvatel byla do roku 1945 německé národnosti, po vysídlení většiny původních obyvatel došlo k nedokonalému dosídlení nepůvodním obyvatelstvem. Vyhnána byla i většina mnichů z obnoveného vyšebrodského kláštera. V roce 1950 byl klášter přepaden Státní bezpečností, která jej násilím zabrala a zbylé mnichy odvezla do internace (viz Akce K).
V roce 1959 byla na jih od města vytvořena železná opona, za níž zůstalo jen malé množství obyvatel ve vesničkách Studánky a Dolní Drkolná. 

## Současnost
Po otevření hranic v roce 1989 význam města silně vzrostl, neboť odtud vede přímá silnice na silniční hraniční přechod Studánky – Weigetschlag – Bad Leonfelden. Ve městě vznikla řada nových ubytovacích a stravovacích zařízení, drobných služeb (pekárna, různé prodejny převážně vietnamských majitelů) včetně nočních klubů. V roce 1990 se do vyšebrodského kláštera vrátili mniši. Dne 1. ledna 2004 mělo město 2628 obyvatel. V roce 2008 zde byl založen minipivovar Jakub.

## Pamětihodnosti
- Vyšebrodský klášter – založen Vokem z Rožmberka v roce 1259 pro řád cisterciáků
- farní kostel sv. Bartoloměje, poloviny 13. stolet
- poutní místo Maria Rast am Stein
- Stará radnice ve Vyšším Brodě

## Místní části
- Vyšší Brod (k. ú. Vyšší Brod; zahrnuje Kozinec)
- Dolní Jílovice (k. ú. Bolechy; levý břeh Vltavy; zahrnuje osady či samoty Lomský Dvůr, Lopatné, Kyselov, Bolechy, Hradový a železniční stanici Čertova Stěna)
- Herbertov (k. ú. Herbertov; zahrnuje osady či samoty Herbertov, U Zastávky, železniční zastávky Těchoraz a Herbertov)
- Těchoraz (k. ú. Herbertov)
- Dolní Drkolná (k. ú. Dolní Drkolná a Svatomírov; zahrnuje osady či samoty Dolní Drkolná, Horní Drkolná, Mlýnec, Radvanov)
- Hrudkov (k. ú. Hrudkov; levý břeh Vltavy, zahrnuje železniční stanici Vyšší Brod klášter)
- Lachovice (k. ú. Hrudkov; levý břeh Vltavy)
- Studánky (k. ú. Studánky u Vyššího Brodu; zahrnuje osadu či samotu Bystrá)

## Turistika

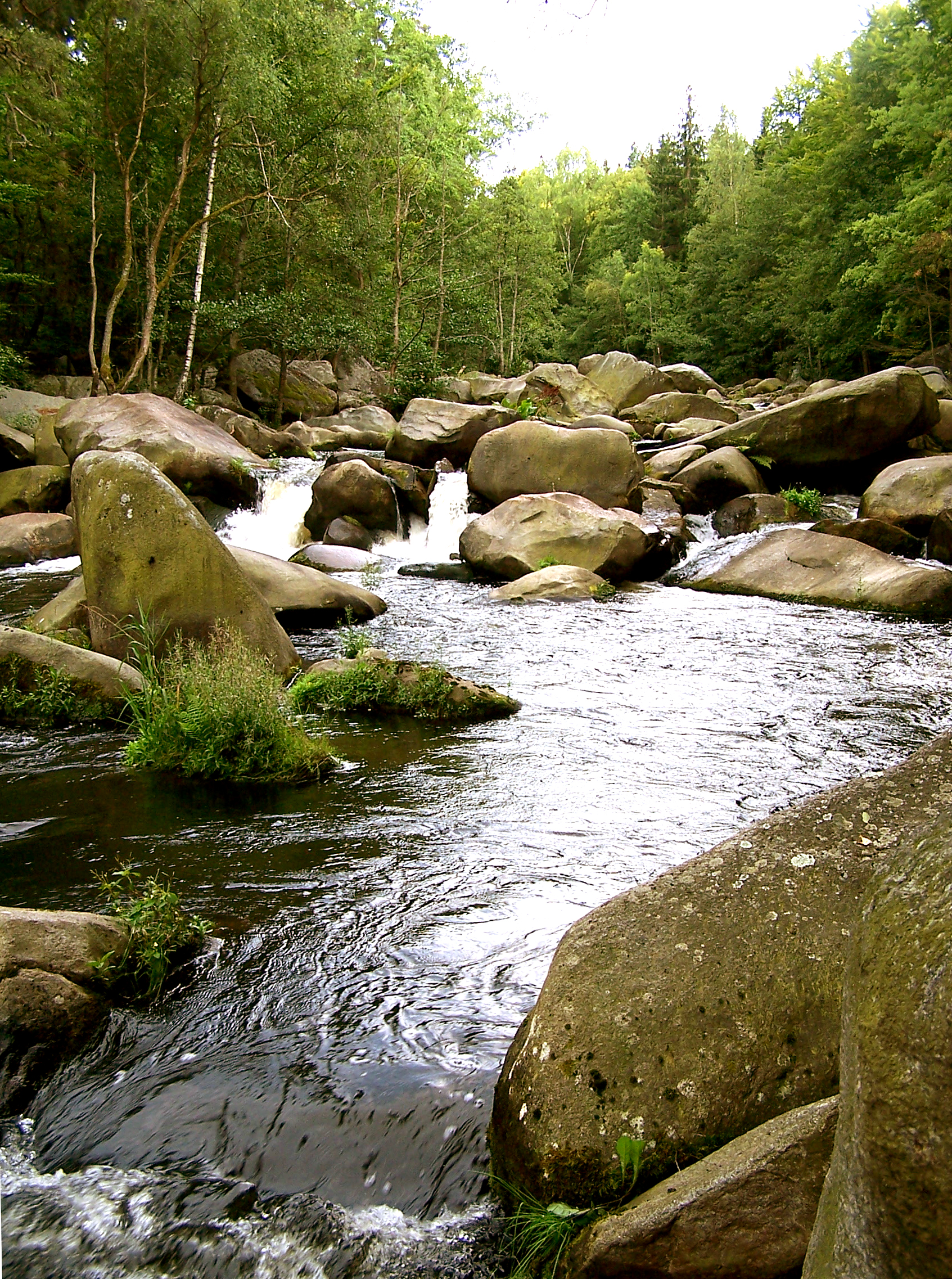
Čertova stěna – Luč, lokalita řeky Vltavy pod kamenným mořem mezi Lipnem I a II

### Pěší turistika
Město i s okolím je turisticky vysoce atraktivní. Přímo na kraji města se nachází cisterciácký klášter, ve městě samém pak ještě děkanský kostel svatého Bartoloměje. V komplexu kláštera má své sídlo také Poštovní muzeum.
V těsné blízkosti města se nachází poutní místo Maria Rast am Stein. Z přírodních zajímavostí je zde Přírodní park Vyšebrodsko (v podstatě celé území pravého břehu Vltavy) a národní přírodní rezervace Čertova stěna-Luč. Od kláštera do údolí Menší Vltavice vede naučná trasa Opatská stezka.
Pro přechod  do Rakouska (v případě dočasného znovuzavedení ochrany vnitřních hranic) je určena turistická stezka Radvanov – Rading.

### Cykloturistika
V obci Vyšší Brod začíná tzv. šumavská cyklostezka, která vede po levém břehu Vltavy přes Čertovu stěnu a Loučovice k hrázi Lipenské přehrady. Odtud dále po levém břehu Lipna až do Nové Pece a do hloubi národního parku Šumava. Úsek cyklostezky Vyšší Brod – Nová Pec byl dokončen za příspěvku z fondu Phare v roce 1999.
Po pravém břehu Vltavy a lipenského přehradního jezera vede z Vyššího Brodu do Nové Pece druhá cyklostezka, která využívá staré vojenské asfaltové cesty. Tato cyklostezka je terénně náročnější, hned za obcí Vyšší Brod stoupá do poměrně strmého kopce, navíc je povrch cesty značně poničen, s chybějícími kusy asfaltu a dírami, takže se doporučuje zde jezdit jen na horských kolech a se zvýšenou opatrností.

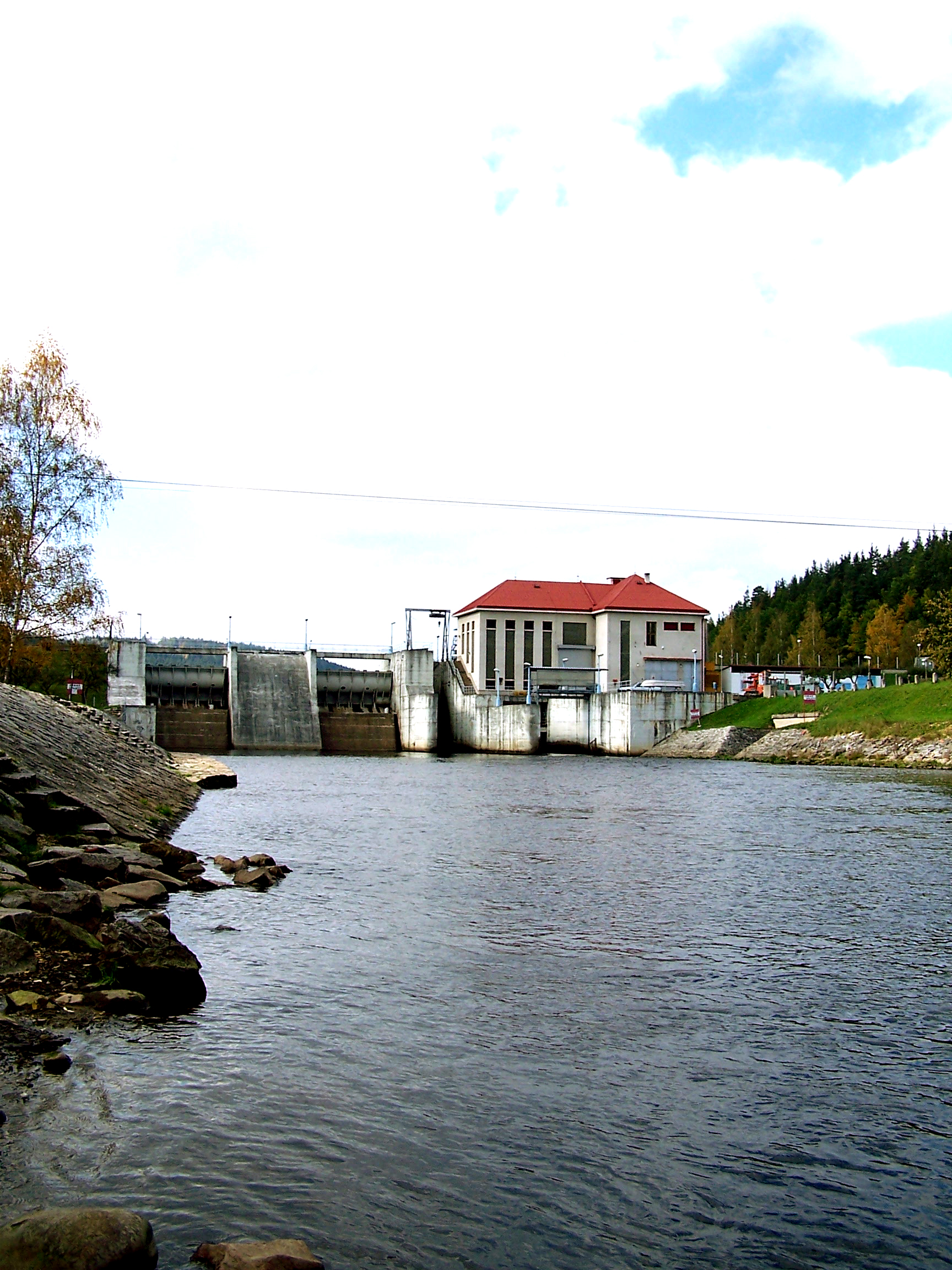
Pod vyrovnávací elektrárnou Lipno II je výchozí kemp vodáků pro sjíždění Vltavy

### Vodní turistika
U Vltavy mezi klášterem a železniční stanicí Vyšší Brod-Klášter (trať Lipno nad Vltavou – Rybník) se nachází kemp, který je hojně využívaný zejména vodáky, neboť u něj začíná splavný úsek dolní Vltavy. Vltava mezi Vyšším Brodem a Boršovem nad Vltavou je vodácky nejfrekventovanější řekou v České republice (a zřejmě i v Evropě).[zdroj⁠?!] Průměrně zde projede v sezóně 1 000 až 1 500 lodí denně, ale za obzvlášť pěkného počasí se o víkendech, zejména kolem svátků 5. a 6. července může denní frekvence překročit i 2 500 lodí.[zdroj⁠?!]
Za vysokou popularitu řeky Vltavy může především dodržování stálého minimálního průtoku z přehradní nádrže Lipno II., pod jejíž hrází se zmiňovaný kemp nalézá. Tento minimální průtok činí 6 m³/s a je dostatečný pro splouvání řeky v celém zmíněném úseku (jen u těžších kánoí může být problematický krátký úsek pod jezem u Herbertova). Při plánování výletu tak nejsou vodáci odkázáni na dostatečné srážky, jako je tomu v případě řady dalších českých řek. Ve Vyšším Brodě funguje také několik půjčoven lodí.

## Doprava

### Železniční doprava
Přímo ve Vyšším Brodu je nádraží Vyšší Brod klášter  na železniční trati Rybník – Lipno nad Vltavou. Kromě toho jsou na území tohoto města zastávky Herbertov, Těchoraz a Čertova stěna.

### Silniční doprava
Městem prochází silnice II/163, která vede z Černé v Pošumaví do Dolního Dvořiště. Na tuto silnici ve Vyšším Brodu navazuje cca 6,7 km dlouhá  silnice II/161, která vede na hraniční přechod  Studánky–Weigetschlag do Rakouska, kde navazuje na cca 33 km dlouhou rakouskou silnici B126, vedoucí do Lince.

## Významné postavy Vyššího Brodu

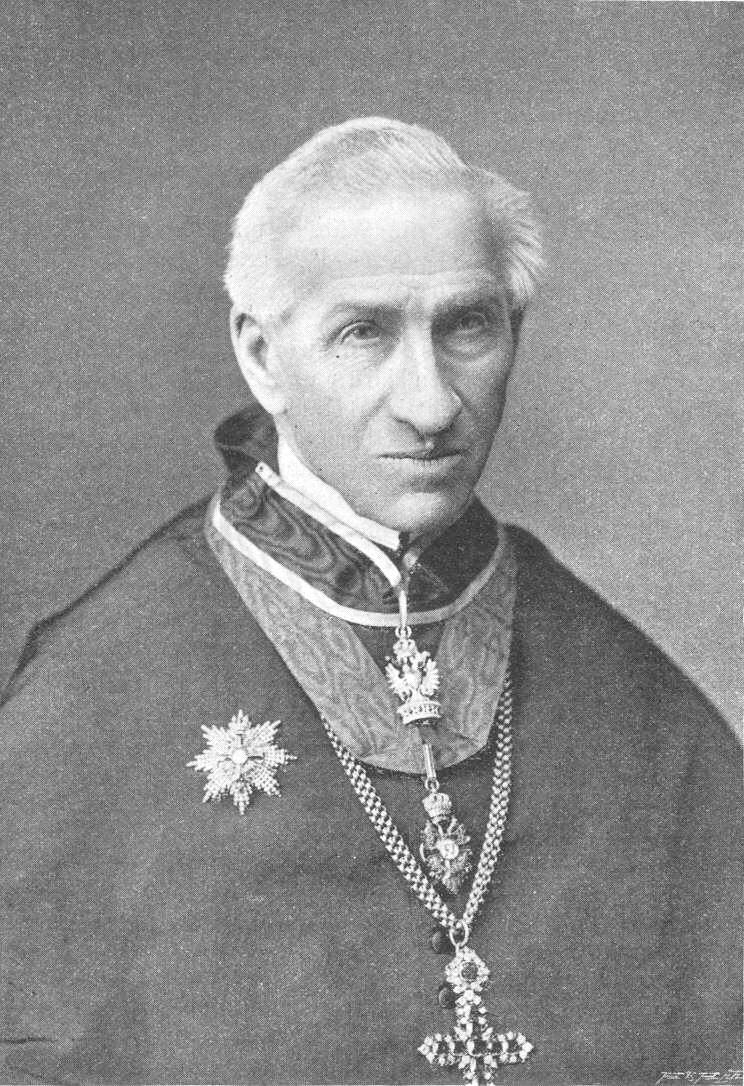
Leopold Wackarž

- Oskar Emil Batěk (1888–1969), dirigent, hudební skladatel, pedagog, narodil se zde
- Maxmilián Millauer (1784–1840), rektor Univerzity Karlovy a direktor Královské české společnosti nauk[16]
- Friedrich Nitsche (1835-1923), starosta Vyššího Brodu a poslanec
- Franz Isidor Proschko (1816–1891), rakouský právník a spisovatel, narodil se zde
- Matthäus Quatember (1894–1953), generální prokurátor a generální opat cisterciáckého řádu
- Leopold Wackarž (1810–1901), generální opat cisterciáckého řádu

## Zajímavosti
- Po městě byla pojmenována planetka č. 121089, která byla objevena v roce 1999 Milošem Tichým z kleťské hvězdárny.[17]
- Ve čtvrtém díle šesté série seriálu Black Mirror (Netflix, 2023) se děj částečně odehrává u místa v České republice, pojmenovaného jako “Vssi Blod”. Pravděpodobně jde o ne příliš povedený přepis názvu města.